# 아와시강 하류 유역
아와시강 하류 유역은 아와시강 하류의 에티오피아 북동부 아파르 삼각형 지역으로 유네스코 세계유산으로 지정되었다. 오스트랄로피테쿠스 아파렌시스의 화석인 루시가 발견된 곳이기도 하다.

## 같이 보기
- 아프리카의 세계유산

## 참고 자료
- (영어) “World Heritage List” [세계유산목록]. 《UNESCO》.
- (영어) “Lower Valley of the Awash” [아와시 강 하류 유역]. 《UNESCO》.